# Claude Legrand

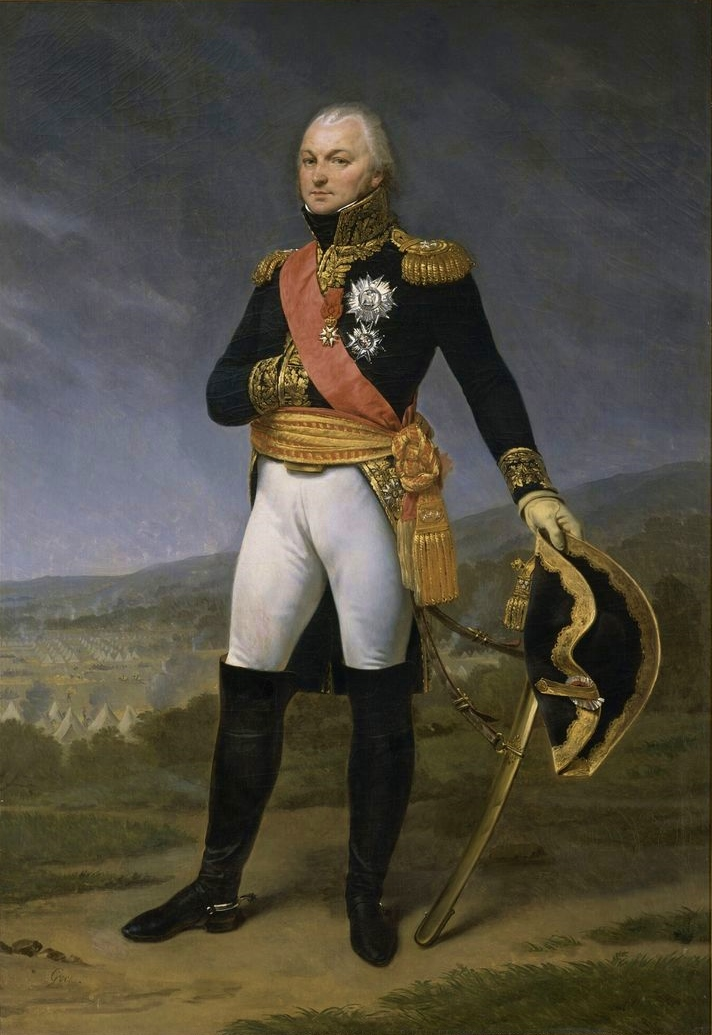
Claude Legrand

Claude Just Alexandre Louis Legrand (Le Plessier-sur-Saint-Just, 23 februari 1762 – Parijs, 8 januari 1815) was een Frans generaal.

## Beginjaren
Hij nam als soldaat dienst bij het infanterieregiment Dauphin op 16 maart 1777. Hij werd korporaal op 3 februari 1781, sergeant op 1 januari 1782. Hij was sergeant-majoor op 1 juni 1786, toen hij afzwaaide om te trouwen.
Geestdriftig over het vrijheidsideaal van de Franse Revolutie nam hij op 1 mei 1790 opnieuw dienst in de Nationale Garde van Metz. Op 1 mei 1791 werd hij commandant van een bataljon vrijwilligers van de Moezel. In 1792 voerde hij het bevel over de troepen aan de Moezel. Op 20 september 1793 werd hij bevorderd tot brigadegeneraal.
Hij trok naar Vendée met een colonne van het leger van Mayence (Mainz) en vervoegde het leger van Samber en Maas en veroverde te Nancy een kanon. In dat gevecht werden alle 30 man van zijn detachement hetzij gewond, hetzij gedood. Zelf liep hij vier lichte wonden op. Hij vocht nadien te Aarlen.
In de Slag bij Fleurus in 1794 onderscheidde hij zich. Toen de flanken zich moesten terugtrekken over de Samber, verdedigde hij met succes met vier bataljons en een compagnie lichte infanterie het dorp Heppignies tegen een overmacht.

## De Rijn
In de nacht van 3 op 4 september 1795 stak hij met grenadiers van de 7e divisie de Rijn over boven Düsseldorf. De Oostenrijkers konden de bewegingen zien door de opkomende maan en richtten alle artillerie op de vlotten. Legrand klom op de vlotten en riep: "Kameraden, volg mij!". Zijn grenadiers vielen aan en veroverden een batterij van zeven kanonnen die de monding van de Erft verdedigde. Legrand richtte de kanonnen op Düsseldorf, nam de stad in en nam het garnizoen van 2000 Paltsers krijgsgevangen. Heel de operatie was in zeven uur afgelopen. Generaal Jean-Baptiste Jourdan schreef een lovend rapport.

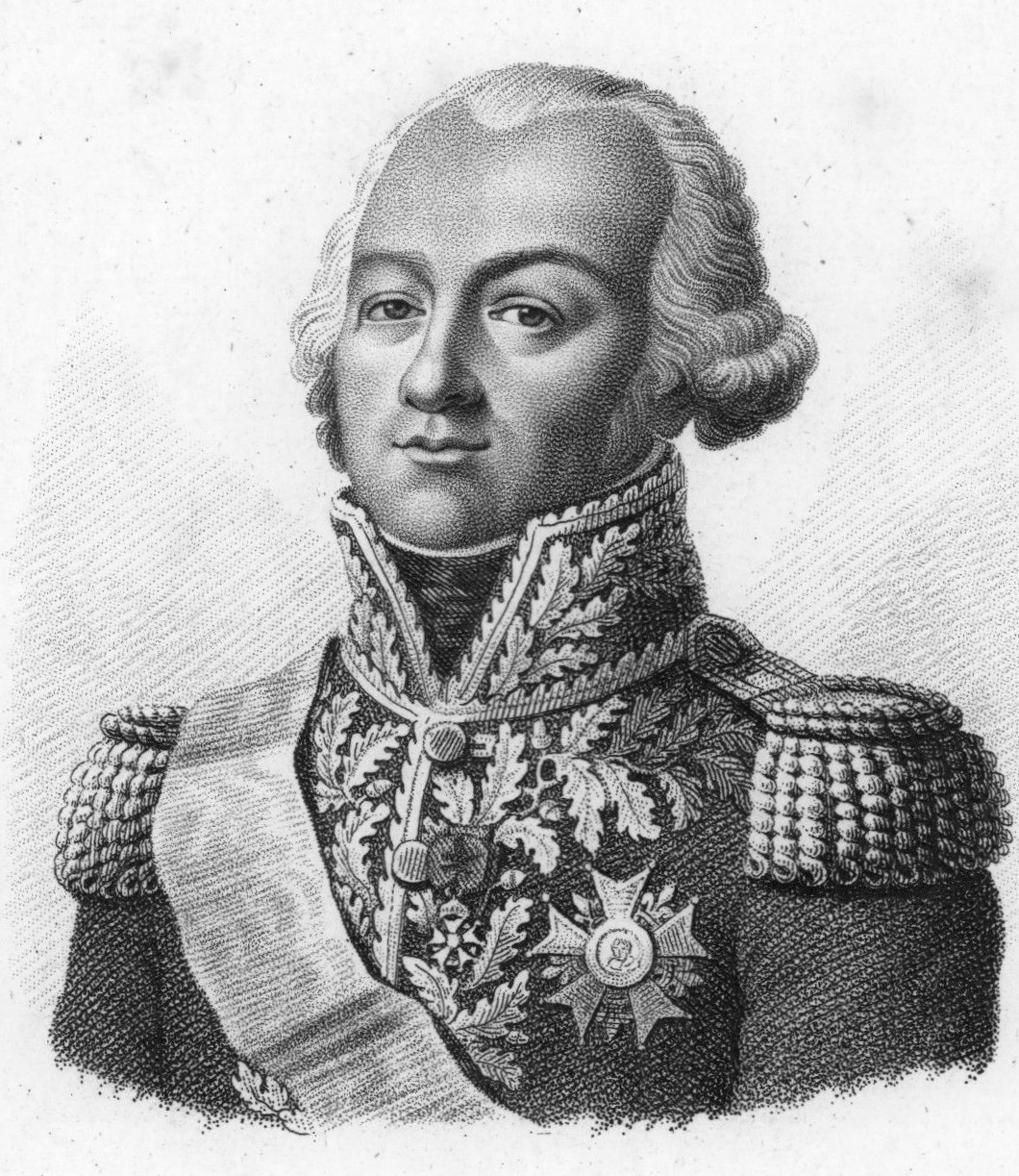
Claude Legrand

Op 17 augustus 1796 gaf generaal Jean Étienne Vachier Championnet bevel om de watervallen van de Nims af te dalen met twee bataljons van de 92e halve brigade en een eskadron dragonders om de Oostenrijkers langs Wolsfeld van links te omsingelen. Te Lainhoffen bij de monding van de watervallen stootte Legrand op een overmacht. Hij hield stand in een bos tot Championnet hem kwam ontzetten.
Te Poperg en Lansfeld sloeg hij de vijand terug tot Amperg, zodat generaal Jacques Philippe Bonnaud Kassel kon innemen. In dezelfde campagne stak Legrand met twaalf compagnieën infanterie de Rijn over te Weißenthurm tegenover Neuwied. Hij verdreef de Oostenrijkers uit hun stellingen en hield ze zolang bezig tot een brug gebouwd was.
Op 6 juli 1797 te Würzburg raakte zijn brigade omsingeld door 3000 ruiters en 10000 infanteristen. Legrand vocht zich een uitweg en kon zich terugtrekken.
In de slag bij Liptingen werden twee paarden onder hem gedood.
In 1797 staken 1200 Oostenrijkers de Rijn over te Neuendorf. De brigade van Legrand was verspreid van de samenvloeiing met de Lahn tot Neuwied. Legrand verzamelde twee compagnies grenadiers en 25 dragonders en viel aan. Hij dreef de Oostenrijkers terug in de Rijn en maakte 400 krijgsgevangen.
In het jaar 1798 was er wapenstilstand door onderhandelingen van Rastatt, maar in het jaar 1798 flakkerde de oorlog tussen Frankrijk en Oostenrijk weer op.
Op 20 april 1799 werd Legrand divisiegeneraal en kreeg hij het bevel over de troepen op de rechteroever van de Rijn. Zijn hoofdkwartier lag te Kork voor het fort van Kehl. Hij moest om gezondheidsredenen naar Straatsburg. Generaal André Masséna vroeg hem om naar Zwitserland te komen, maar Legrand nam zijn oude post weer op. De vijand had zich versterkt in de vallei van de Kinzig.
Op 6 juli viel een overmacht aan vanuit de Kintzigvallei en de vallei van Erbach naar Oberkirch, Offenburg en Attenheim. De Franse voorposten moesten zich terugtrekken in het bos van Neumühl dicht bij Kehl. Legrand kon de Oostenrijkers terugslaan tot Offenburg.
In het jaar 1799 beval hij een divisie links van het Duits leger. Op 21 april 1800 overwon hij te Erbach. Op 22 mei overwon hij in de slag bij Delmesingen.

## Hohenlinden
Onder Jean Victor Marie Moreau vocht hij de slag bij Hohenlinden.
De divisies van het centrum vochten rond Hohenlinden. Prins Ferdinand Karel Jozef van Oostenrijk-Este was de linkeroever van de Isen gevolgd met 18 bataljons, vier regimenten cavalerie en 15 stukken artillerie. Hij wilde het bos van Opirechling om de redoute van Erdingen in te nemen om de aanvoerlijnen van de Fransen naar München af te snijden en de Fransen die in het centrum vochten in de rug aan te vallen. Legrand zette een tegenaanval in, nam 3000 man krijgsgevangen en maakte vier kanonnen buit. Ferdinand trok zich terug in de vallei van de Dorsen. De volgende dag maakte Legrand nog 1500 krijgsgevangenen. De Oostenrijkers boden nog maar weinig weerstand: de linkervleugel van het Rijnleger van Legrand stak de Salza over, marcheerde naar Laussen, Rurg-Haussen bereikte de weg naar Rica, blokkeerde Braunau, marcheerde naar Schärding en bezette Wels. Onderweg nam de voorhoede met Legrand nog 1200 krijgsgevangenen.

## Vrede van Lunéville
Na de Vrede van Lunéville werd hij in het jaar 18 juli 1801 commandant van de 27e divisie te Piëmont. Toen hij aankwam te Turijn bracht hij organisatie en zuiverde hij de wegen van struikrovers.
Op 26 maart 1803 werd hij inspecteur van de infanterie. Op 30 augustus kreeg hij het bevel over de 3e divisie in het kamp van Sint-Omaars.

## Austerlitz
In de campagne in Duitsland in het jaar 1805 voerde hij het bevel over de 3e infanteriedivisie van het 4e korps onder maarschalk Nicolas Jean-de-Dieu Soult. Hij bevocht overwinningen te Wertingen en in de Slag bij Hollabrunn. In de Slag bij Austerlitz weerstond hij met een enkele brigade gedurende 10 uren de aanvallen van de linkervleugel van het Russisch leger bij Telnice en Sokolnice. Hij maakte 3000 krijgsgevangenen en veroverde 12 kanonnen.

## Polen
Na de Slag bij Jena volgde gevechten te Lübeck, Eylau en Heilsberg. Aan het hoofd van zijn divisie nam hij de voorsteden van Königsberg in. Na de Vrede van Tilsit op 7 juli 1807 ondertekend door de Tsaar van Rusland en op 9 juli door de Pruisen werd Legrand graaf van het keizerrijk en kreeg hij van Napoleon een rente van 30000 francs.
Hij voerde het bevel over de kamp van Moewe en ontving er in 1808 tsaar Alexander I. In 1809 voerde hij campagne in Oostenrijk en Polen. Zijn divisie nam de stad en het kasteel van Ebersberg in. In de slag bij Essling moest hij van Masséna het dorp Gross-Aspern verdedigen. Hij sloeg drie charges van generaal Johann von Hiller af, waarbij een paard onder hem gedood werd. In de Slag bij Wagram schoot een obus zijn hoed af.

## De Berezina
Na de slag bij Kliastitsy moest hij terugtrekken. Legrand lanceerde een tegenaanval, nam 2000 gevangenen en maakte 13 kanonnen buit. In de slag bij Polotsk werd alweer zijn paard gedood onder hem. Hij kreeg nadat maarschalk Laurent de Gouvion Saint-Cyr gesneuveld was het bevel over het 2e legerkorps. Op 12 november 1812 stak hij de Berezina over onder vijandelijk vuur. Hij raakte in de Slag aan de Berezina zwaar gekwetst en werd gerepatrieerd naar Parijs. Hij werd er op 5 april 1813 senator. In 1814 organiseerde hij de verdediging van Chalon-sur-Saône, maar stierf aan zijn verwondingen.
Zijn lichaam werd bijgezet in het Panthéon en zijn naam gegrift op de Arc de Triomphe.
- Bibliothèque nationale de France: cb16759368v (data)
- Gemeinsame Normdatei: 116861207
- International Standard Name Identifier: 0000 0000 2013 8497
- Library of Congress Control Number: n2012047933
- Base Léonore: LH//1560/45
- Système universitaire de documentation: 166142182
- Virtual International Authority File: 3233217
- WorldCat: E39PBJyt3BrMgt8qFjgVMbGvHC